# Adolphe Hirsch
För andra betydelser, se Adolf Hirsch.
Adolphe Hirsch, född 21 maj 1830 i Halberstadt, död 16 april 1901 i Neuchâtel, var en tysk-schweizisk astronom och geodet. Han var bror till Max Hirsch.
Hirsch kallades 1858 att upprätta det nya observatoriet i Neuchâtel, vars förste direktor han blev, och utnämndes till professor i astronomi vid akademien i Neuchâtel vid dess grundläggning 1866. Då Schweiz 1861 anslöt sig till den internationella jordmätningen, blev Hirsch en av de verksammaste medlemmarna av den schweiziska geodetiska kommissionen, vars president han blev 1893. Särskilt ledde han, tillsammans med Émile Plantamour, den schweiziska precisionsnivelleringen. Då den internationella geodetiska associationen konstituerades 1886, blev Hirsch dess ständige sekreterare; han var även sekreterare i den internationella kommittén för mått och vikt.